# Twin Groves (Arkansas)
Twin Groves es un pueblo ubicado en el condado de Faulkner en el estado estadounidense de Arkansas. En el Censo de 2010 tenía una población de 335 habitantes y una densidad poblacional de 28,51 personas por km².

## Geografía
Twin Groves se encuentra ubicado en las coordenadas 35°19′45″N 92°24′20″O / 35.32917, -92.40556. Según la Oficina del Censo de los Estados Unidos, Twin Groves tiene una superficie total de 11.75 km², de la cual 11.75 km² corresponden a tierra firme y (0%) 0 km² es agua.

## Demografía
Según el censo de 2010, había 335 personas residiendo en Twin Groves. La densidad de población era de 28,51 hab./km². De los 335 habitantes, Twin Groves estaba compuesto por el 41.79% blancos, el 55.22% eran afroamericanos, el 1.49% eran amerindios, el 0% eran asiáticos, el 0% eran isleños del Pacífico, el 0% eran de otras razas y el 1.49% pertenecían a dos o más razas. Del total de la población el 0.6% eran hispanos o latinos de cualquier raza.